# Doneil Henry
Doneil Henry (* 20. April 1993 in Brampton, Ontario) ist ein kanadischer Fußballspieler. Er spielte 2012 erstmals für die kanadische Fußballnationalmannschaft.

## Karriere

### Verein
Doneil Henry begann im Alter von zehn Jahren bei den Brampton Bullets und spielte im weiteren Verlauf noch für North Mississauga, ehe er im November 2008 in die Jugendakademie des Toronto FC wechselte. Dort führte er das Akademieteam in den Jahren 2009 und 2010 als Mannschaftskapitän an, jedoch gelang in beiden Spielzeiten nicht der Gewinn der Canadian Soccer League. In der Saison 2010 debütierte er für die Profimannschaft gegen die Vancouver Whitecaps sowie im Qualifikationsspiel für die CONCACAF Champions League gegen den honduranischen Verein CD Motagua. Darüber hinaus kam Henry im Freundschaftsspiel gegen die Bolton Wanderers zum Einsatz. Am 26. August 2010 unterschrieb er einen Profivertrag beim Toronto FC und wurde damit der erste Spieler der im Jahr 2008 gegründeten Akademie, der einen solchen Vertrag erhielt.
Nachdem er in der MLS-Saison 2011 schon durch gute Leistungen auffiel, gelang ihm am 28. April 2012 gegen Real Salt Lake sein erstes Tor in der Major League Soccer zum zwischenzeitlichen 2:2-Ausgleich. Allerdings wurde das Spiel durch ein Gegentor in der Nachspielzeit mit 2:3 verloren. Am 21. August verlängerte Henry seinen Vertrag langjährig. Die Vorbereitung für die Saison 2014 bestritt er beim Premier-League-Klub West Ham United und hinterließ dort einen guten Eindruck. Am 31. Mai 2014 schoss er sein vorerst letztes Tor für Toronto beim 3:2-Sieg gegen Columbus Crew, wo er in der zweiten Minute der Nachspielzeit den entscheidenden Treffer erzielte.
Im Oktober 2014 wurde bekannt, dass Henry schon im April 2014 an den zyprischen Verein Apollon Limassol verkauft wurde, allerdings den Rest der Spielzeit 2014 auf Leihbasis noch für Toronto zu Ende spielen wird. Sein letztes Spiel für Toronto absolvierte er am 26. Oktober bei der Niederlage gegen New England Revolution (0:1). Insgesamt gewann Henry mit Toronto drei Mal die kanadische Meisterschaft (2010, 2011, 2012).
Nachdem Henry bei Apollon Limassol nicht zum Zuge kam und mehrere Trainingseinheiten bei West Ham United absolviert hatte, nahmen die Hammers den jungen Kanadier am 3. Januar 2015 auf Empfehlung von Ex-Toronto-Trainer Ryan Nelsen unter Vertrag. In den ersten zwei Monaten bestritt er kein Pflichtspiel für West Ham, daher wurde er im März für einen Monat an den Zweitligisten Blackburn Rovers ausgeliehen. Am 4. März debütierte er im englischen Profifußball beim Auswärtssieg bei Sheffield Wednesday (2:1) und beeindruckte mit seiner Leistung seinen Trainer Gary Bowyer auf Anhieb. In seinem zweiten Einsatz bereitete er den späten 1:0-Siegtreffer von Jordan Rhodes gegen die Bolton Wanderers vor. Doch in seinem dritten Spiel für Blackburn verletzte Henry sich schwer am Oberschenkel, was für ihn das Saisonaus sowie das Ende der Leihfrist bedeutete.

### Nationalmannschaft
Henry spielte zunächst von 2010 bis 2013 für die kanadische U-20-Fußballnationalmannschaft und kam zu sechs Länderspieleinsätzen.
Im März 2012 wurde er in den Kader für das U-23-Qualifikationsturnier im Rahmen der olympischen Sommerspiele 2012 nominiert. Nachdem Henry im ersten Gruppenspiel gegen El Salvador (0:0) noch nicht zum Einsatz gekommen war, erzielte er im zweiten Spiel gegen die USA den 1:0-Führungstreffer (2:0). Ein 1:1 im letzten Gruppenspiel gegen Kuba reichte zum Erreichen der K.O.-Runde, wo man jedoch mit 1:3 am späteren Turniersieger Mexiko scheiterte.
Am 15. August 2012 bestritt er im Freundschaftsspiel gegen Trinidad und Tobago (2:0) sein A-Länderspieldebüt, in der zweiten Halbzeit wurde er für Pedro Pacheco ausgewechselt. Im Dezember 2012 wurde Henry mit 37,8 % zum besten U-20-Spieler Kanadas des Jahres 2012 gewählt, knapp vor Samuel Piette (35,4 %).
Im Juni 2013 gehörte er dem 23-köpfigen Kader an, welcher beim CONCACAF Gold Cup 2013 in der Gruppenphase mit nur einem Punkt als Letzter ausschied.

## Titel und Erfolge
Toronto FC
- Canadian Championship (3): 2010, 2011, 2012
- Kanadas U-20-Spieler des Jahres: 2012[19]